# Åke Andersson
Åke Andersson (Göteborg, 22 aprile 1917 – 20 luglio 1983) è stato un calciatore svedese, di ruolo attaccante.